# Chronologie de la thermodynamique et de la physique statistique
Pour un article plus général, voir Histoire de la thermodynamique classique.

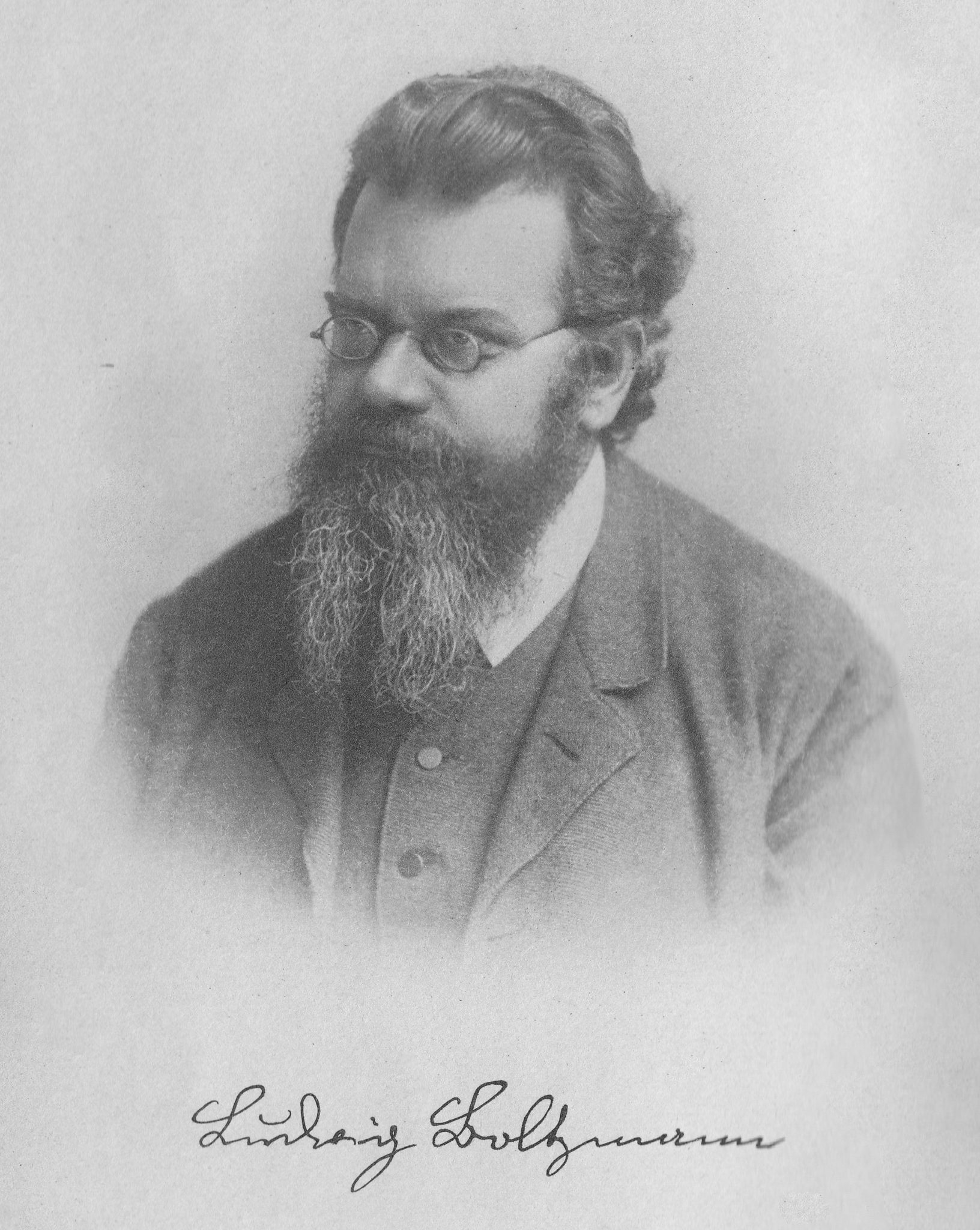
Ludwig Boltzmann

Cet article présente une frise chronologique des évènements notables de l'histoire de la thermodynamique, de la physique statistique et des processus stochastiques.

## Antiquité
- Ve siècle av. J.-C. – Certains philosophes de la Grèce antique, et notamment Empédocle, plaident pour une décomposition du monde en quatre éléments fondamentaux : l'eau, la terre, l'air et le feu.
- Ve siècle av. J.-C. – Leucippe et Démocrite fondent l'atomisme.
- Ier siècle av. J.-C. – Lucrèce écrit un poème intitulé De natura rerum décrivant la pensée d'Épicure[1].

## XVIIeetXVIIIesiècles
- 1620 – Francis Bacon défend la méthode expérimentale et mène de nombreuses observations sur la chaleur. Il suggère que la chaleur est reliée au mouvement[2].
- 1644 – Torricelli a l'idée de substituer du mercure à de l'eau dans l'expérience dite de Torricelli : mise en évidence du « grosso-vido » ; suivront les travaux de Pascal (expérience du Puy-de-Dôme, 1648)[3], et les travaux de Robert Boyle (1682)[4] et ceux de Edme Mariotte (1676)[5] sur la compressibilité des gaz. Les pompes sont améliorées, Christian Huygens et Denis Papin (1691)[6] créeront le premier moteur vers 1690.
- 1650 – Otto von Guericke construit la première pompe à vide[7].
- 1669 – Johann Joachim Becher propose une théorie de la combustion utilisant la notion de terre combustible (latin terra pinguis)[8].
- 1686-1699 – Leibniz développe le concept de Force vive[9] et d'Action (physique) ainsi que les premiers énoncés de la conservation de l'énergie.
- 1697 – Georg Ernst Stahl renomme phlogiston la terre combustible de Becher et développe la théorie phlogistique[10].
- 1738 – Daniel Bernoulli publie Hydrodynamique, introduisant la théorie cinétique des gaz[11].
- 1761 – Joseph Black découvre que la glace absorbe la chaleur sans changer de température quand elle fond[12].
- 1777 – Antoine Lavoisier découvre l'oxygène et développe une théorie de la combustion. Il propose de remplacer la théorie du phlogiston par celle du calorique[13].
- 1788 – Pierre Prévost montre l'existence du rayonnement thermique[14].

## 1800–1849
- 1804 – Le comte Rumford (Benjamin Thompson) a l'idée que la chaleur est une forme d'énergie[15].
- 1804 – John Leslie observe qu'une surface noire émet plus de rayonnement que la surface polie (cube de Leslie)[16].
- 1806 – William Hyde Wollaston argumente la conservation de l'énergie[17].
- 1808 – John Dalton défend la théorie du calorique et propose que la capacité thermique d'un gaz varie comme l'inverse de son poids atomique[18].
- 1810 – John Leslie réalise artificiellement la solidification de l'eau[19].
- 1819 – Alexis Thérèse Petit et Pierre Louis Dulong proposent leur loi de Dulong-Petit pour la capacité thermique massique d'un cristal[20].
- 1822 – Joseph Fourier présente formellement l'utilisation des dimensions pour des quantités physiques dans sa Théorie analytique de la chaleur[21].
- 1824 – Sadi Carnot analyse scientifiquement l'efficacité des moteurs à vapeur et pose le second principe de la thermodynamique[22].
- 1827 – Robert Brown publie ses observations sur le mouvement brownien des particules de pollen et de colorant dans l'eau[23]. Cette observation avait déjà été faite par plusieurs expérimentateurs depuis Stephen Gray en 1695[24].
- 1831 – Macedonio Melloni montre que le rayonnement du corps noir peut être réfléchi, réfracté et polarisé[25].
- 1834 – Émile Clapeyron présente une formulation de la seconde loi de la thermodynamique[26].
- 1843 – James Joule trouve expérimentalement l'équivalent mécanique de la chaleur[27].
- 1845 – Julius Robert Mayer formalise la conservation de l'énergie et énonce ainsi le premier principe de la thermodynamique[28].
- 1847 – Hermann von Helmholtz publie la première loi de la thermodynamique[29].
- 1848 – Lord Kelvin introduit la notion de température absolue[30].
- 1849 – William Rankine calcule la relation entre pression de vapeur saturante et température[31].

## 1850–1899
- 1850 – Rudolf Clausius : théorie mécanique de la chaleur[32].
- 1850 – William Rankine exprime la chaleur latente d'évaporation d'un liquide en fonction de la température, de la pression et la densité du gaz[33].
- 1852 – James Joule et Lord Kelvin démontrent qu'un gaz en extension se refroidit rapidement[34].
- 1856 – August Krönig publie des travaux pionniers sur la théorie cinétique des gaz[35].
- 1857 – Rudolf Clausius donne une interprétation de la chaleur par la théorie cinétique des gaz[36].
- 1859 – Gustav Kirchhoff montre que l'émission d'un corps noir ne dépend que de la fréquence et de la température[37].
- 1862 – Rudolf Clausius : Deuxième principe de la thermodynamique et entropie[38].
- 1860 – James Clerk Maxwell découvre la loi de distribution des vitesses moléculaires[39].
- 1866 – James Clerk Maxwell établit les lois de diffusion dans un gaz contenant plusieurs espèces[40].
- 1867 – James Clerk Maxwell argumente avec le démon de Maxwell le principe d'irréversibilité[41].
- 1870 – Rudolf Clausius prouve la théorie du viriel scalaire[42].
- 1871 – Josef Stefan établit la loi de diffusion dans un milieu comportant plusieurs espèces (équations de Stefan-Maxwell)[43].
- 1872 – Ludwig Boltzmann énonce l'équation de Boltzmann pour le développement temporel des fonctions de distribution dans l'espace des phases et énonce le théorème H[44].
- 1873 – Johannes Diderik van der Waals généralise l'équation d'état des gaz parfaits[45].
- 1875–1878 – Pierre Duhem et Willard Gibbs introduisent le potentiel thermodynamique[46],[47].
- 1876 – Willard Gibbs - commence une série de livres sur deux ans qui discutent de l'équilibre des phases, de l'énergie libre comme force d'entraînement des réactions chimiques, et de la thermodynamique chimique en général[48].
- 1876 – Johann Loschmidt énonce une critique du théorème H de Boltzmann (paradoxe de Loschmidt)[49]. L'argument avait déjà été évoqué par Lord Kelvin en 1874.
- 1877 – Ludwig Boltzmann énonce la formule de Boltzmann[44].
- 1879 – Joseph Stefan énonce la loi de Stefan-Boltzmann pour les corps noirs[50].
- 1884 – Ludwig Boltzmann énonce la loi de Stefan-Boltzmann pour un corps noir[51].
- 1884 – Henry Le Chatelier énonce la loi de déplacement d'équilibre réactionnel[52].
- 1886 - Jacobus Henricus van 't Hoff relie l'équilibre chimique à l'état thermodynamique[53] (Relation de van 't Hoff).
- 1893 – Wilhelm Wien découvre la loi du déplacement de Wien pour un corps noir[54].
- 1894 – Pierre Curie énonce les conséquences de certaines propriétés d'invariance sur les propriétés thermodynamiques[55].
- 1896 - Ernst Zermelo publie sa critique du théorème H de Boltzmann appelée paradoxe de Zermelo[56].

## 1900–1944
- 1900 – Max Planck suggère que la lumière peut être émise en fréquences discrètes dans sa loi de rayonnement du corps noir[57].
- 1902 – Willard Gibbs introduit la notion de fluctuation autour de l'équilibre thermodynamique[58].
- 1905 – Albert Einstein explique l'effet photoélectrique par l'existence de quanta d'énergie[59].
- 1905 – Albert Einstein explique mathématiquement le mouvement brownien comme un résultat du mouvement aléatoire des molécules[60].
- 1906 – Walther Nernst présente une formulation du troisième principe de la thermodynamique[61].
- 1906 – Marian Smoluchowski développe les méthodes associées aux mouvements aléatoires[62].
- 1907 – Albert Einstein utilise la théorie quantique pour estimer la capacité calorifique dans le modèle d'Einstein[63].
- 1908 – Paul Langevin développe l'équation de Langevin pour le mouvement brownien[64].
- 1909 – Constantin Carathéodory développe une formulation axiomatique de la thermodynamique[65].
- 1910 – Albert Einstein trouve la formule d'Einstein-Smoluchowski pour le coefficient d'atténuation dû aux fluctuations de densité dans un gaz[66].
- 1911 – Paul Ehrenfest et Tatjana Ehrenfest-Afanassjewa publient leur étude sur les équations de Boltzmann[67].
- 1912 – Peter Debye introduit le modèle de Debye des phonons[68].
- 1916 et 1917 – Sydney Chapman (1916)[69] et David Enskog (1917)[70] résolvent l'équation de Boltzmann dans le cas des gaz (méthode de Chapman-Enskog).
- 1916 – Albert Einstein découvre l'émission stimulée[71].
- 1920 – Meghnad Saha pour l'équation éponyme sur les milieux ionisés (équation de Saha)[72],[73].
- 1923 – Peter Debye et Erich Hückel publient le traitement statistique de la dissociation des électrolytes (théorie de Debye-Hückel)[74].
- 1924 – Satyendranath Bose introduit la statistique de Bose-Einstein, dans un papier traduit par Einstein[75].
- 1926, 1927 – Enrico Fermi (1926) et Paul Dirac (1927) introduisent la statistique de Fermi-Dirac pour les fermions[76],[77].
- 1927 – John von Neumann introduit la matrice densité et la mécanique quantique statistique[78].
- 1928 – John Bertrand Johnson découvre le bruit dans les conducteurs[79].
- 1928 – Harry Nyquist introduit la relation entre fluctuation et dissipation qui donnera plus tard le théorème de fluctuation-dissipation Callen-Welton[80].
- 1930 et 1934 – Norbert Wiener et Alexandre Khintchine établissent le théorème de Wiener-Khintchine pour les processus aléatoires[81],[82].
- 1931 – Lars Onsager établit les propriétés de symétrie pour les coefficients de transfert (relations de réciprocité d'Onsager)[83],[84].
- 1932 – John von Neumann étend le concept d'entropie à la mécanique quantique[85].
- 1935 – Jacques Yvon introduit la notion de fonction de distribution à N particules utilisée ultérieurement dans la hiérarchie BBGKY[86].
- 1937 – Lev Landau généralise le concept de changement de phase[87].
- 1938 – Anatoli Vlassov généralise l'équation de Boltzmann aux plasmas (équation de Vlassov)[88].
- 1940, 1948 – Hendrik Anthony Kramers (1940)[89] et José Enrique Moyal (1949)[90] établissent le développement de Kramers-Moyal permettant de simplifier l'étude d'un processus stochastique.
- 1942 – Joseph Leo Doob établit le théorème d'arrêt de Doob[91].
- 1944 – Lars Onsager donne une solution analytique du modèle d'Ising en bidimensionnel avec transition de phase[92].

## De 1945 à aujourd'hui
- 1945 – Hendrik Casimir généralise les relations de réciprocité d'Onsager[93].
- 1946 – Nikolaï Bogolioubov, Max Born, Herbert Green et John Kirkwood établissent la hiérarchie BBGKY[94],[95],[96],[97].
- 1947 – Ilya Prigogine établit les lois régissant les structures dissipatives[98].
- 1947 – Nikolaï Bogolioubov et Kirill Gurov étendent la hiérarchie BBGKY aux problèmes quantiques[99].
- 1948 – Claude Shannon développe l'entropie de Shannon[100],[101].
- 1949, 1996 – Harold Grad[102] propose une méthode aux moments pour la résolution de l'équation de Boltzmann. Sa fermeture sommaire utilisant des polynômes d'Hermite sera améliorée par David Levermore[103] en 1996 avec une fermeture entropique.
- 1951 – Herbert Callen et Theodore Welton établissent le théorème de fluctuation-dissipation reliant les fluctuation au voisinage de l'équilibre thermodynamique avec la dissipation dans le milieu[104].
- 1952 – Peter Mazur énonce la propriété de production minimale d'entropie dans un milieu ouvert[105].
- 1954, 1956 – Robert Zwanzig (1954) et Hazime Mori (1956) mettent au point la méthode du projecteur de Mori-Zwanzig en théorie de la réponse linéaire[106],[107],[108].
- 1954, 1957 – Melville Green (1954) et Ryōgo Kubo (1957) donnent le lien entre coefficient de transport et fluctuation au voisinage de l'équilibre thermodynamique (relation de Green-Kubo)[109],[110].
- 1957 – Alexandre Kompaneïets explique la diffusion Compton inverse des électrons dans un champ intense de photons : la « comptonisation[111] ».
- 1957 – Edwin Thompson Jaynes relie la thermodynamique à la théorie de l'information dans un cadre général[112],[113].
- 1960 – Dimitri Zoubarev développe l'opérateur statistique en non-équilibre[114].
- 1965 – George Hatsopoulos et Joseph Henry Keenan reformulent le second principe sous forme d'une loi d'équilibre d'un système[115].
- 1973 – Jacob Bekenstein suggère que les trous noirs ont une entropie proportionnelle à leur surface[116].
- 1974 – Stephen Hawking prédit que les trous noirs rayonnent avec un spectre de corps noir.
- 1983 – Amir Caldeira et Anthony Leggett publient leurs travaux sur les systèmes quantiques dissipatifs (modèle de Caldeira-Leggett)[117].

## Quelques tentatives inachevées
- 1943, 1956 – Erwin Schrödinger définit l'entropie négative dans un ouvrage intitulé « Qu'est-ce que la vie ? »[118],[119]. Le concept est développé par Léon Brillouin en 1956[120].
- 1963 – Bernard Coleman et Walter Noll proposent une approche alternative à la thermodynamique hors équilibre[121].
- 1988 – David Jou, José Casa-Vásquez et Georgy Lebon proposent la thermodynamique prolongée (en anglais extended thermodynamics) en incluant dans les inconnues du problèmes les flux de ces mêmes quantités[122].
- 1996 – Adrian Bejan propose la théorie constructale[123].